# 河野信子
河野 信子（かわの のぶこ、1950年5月2日 - ）は、日本の陸上競技選手。専門は短距離走・中距離走。現役時代はリレー走も含めて23回の日本記録を樹立し、「中距離の女王」の異名を取った。

## 来歴
大分県立農業高等学校（後の大分県立佐伯鶴岡高等学校）時代から頭角を現し、1968年の九州高校陸上競技大会で800メートル (m)に優勝した。
高校卒業後は日本レイヨン宇治工場（のちユニチカ）に入社し、当時コーチになったばかりの藤田信之の指導を受ける。河野は1970年6月の実業団・学生対抗陸上競技大会に400mで最初の日本記録（56秒4、ただし手動計時）を樹立し、以後、800m・1500m・4x400mリレーも含めて合計23回の日本記録を樹立した。第28回国民体育大会（1973年10月）では800mに「21回目」の日本新記録で優勝している。同年7月1日に樹立した800mの日本記録（2分05秒1）は、新井文子が1985年10月23日に更新するまで、12年間保持した。
現役引退後、1987年には第1回マスターズ駅伝に大分県チームの1区で出場した。

## 成績

### 国際大会
- アジア競技大会
  - 1970年 - 400m 3位、800m 2位[15][16]
  - 1974年 - 400m 2位、800m 1位、4×400mリレー 1位[17][16][18]

- アジア陸上競技選手権大会
  - 1973年 - 400m 1位、800m 1位、1500m 4位[19][20]

### 国内大会
- 日本陸上競技選手権大会
  - 1969年 - 400m 3位[9]
  - 1970年 - 400m 1位、800m 6位[4]
  - 1971年 - 400m 1位、800m 1位、4×400mリレー 1位[5]
  - 1972年 - 400m 1位、800m 1位[6]
  - 1973年 - 800m 1位、1500m 1位[7]
  - 1974年 - 800m 1位、1500m 2位[8]

- 全日本実業団対抗陸上競技選手権大会
  - 1970年 - 400m 1位、800m 1位[21]
  - 1971年 - 400m 1位、800m 1位[21]
  - 1972年 - 200m 1位、400m 1位、800m 1位[22]
  - 1973年 - 400m 1位、800m 1位、1500m 1位[22]
  - 1974年 - 400m 1位、800m 1位[22]